# Saskia Hölbling

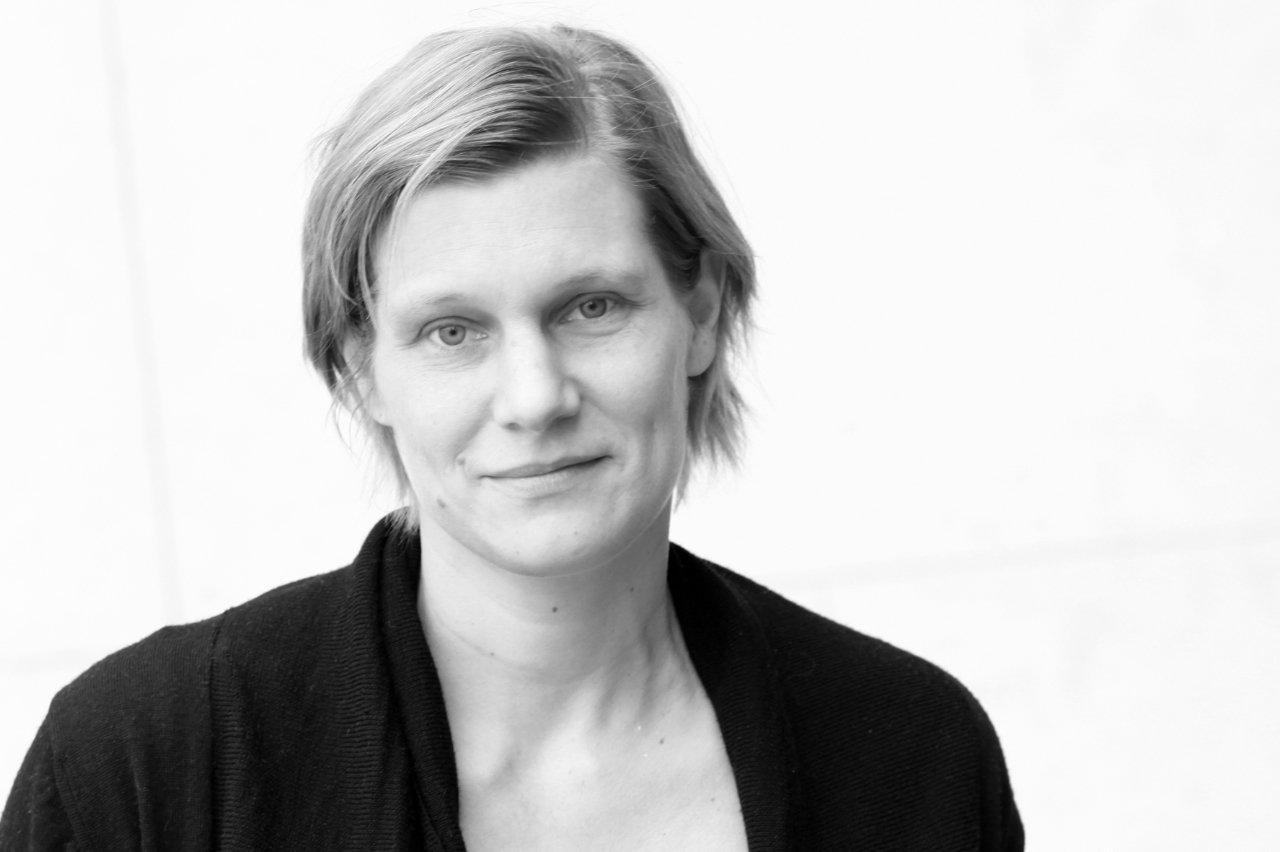
Saskia Hölbling

Saskia Hölbling (* 6. März 1971 in Wien) ist eine österreichische Choreografin und Tänzerin.

## Leben und Werk
Saskia Hölbling studierte von 1991 bis 1995 am Konservatorium der Stadt Wien, in dieser Zeit entstanden auch ihre ersten Werke. Anschließend setzte sie bis 1997 ihre Ausbildung an der von Anne Teresa De Keersmaeker geleiteten Tanzakademie P.A.R.T.S. in Brüssel fort. 1996 erhielt sie ein danceWeb-Stipendium und 2001 ein Stipendium für Atelier du Monde/Montpellier Danse 2001. 1995 gründete Hölbling ihre Kompanie DANS.KIAS. Seit damals zählt sie zu den wenigen österreichischen Choreographinnen mit einer eigenständigen Kompanie. Etwa 20 Stücke hat sie für ihre in Wien ansässige Truppe geschaffen.
Saskia Hölbling schuf ebenfalls Choreografien zu bestehender zeitgenössischer Musik. In Zusammenarbeit mit der Wiener Taschenoper entstanden 2002 die Inszenierungen der beiden Musiktheaterproduktionen Il combattimento di Tancredi e Clorinda von Claudio Monteverdi und A-Ronne von Luciano Berio. 2004 entwickelte sie eine Choreografie mit vier Tänzern für die interaktive Live-Performance Labyrinth in Zusammenarbeit mit dem Komponisten Wolfgang Mitterer und dem Videokünstler Alexej Paryla. 2009 arbeitete sie abermals mit der Wiener Taschenoper zusammen und inszenierte drei weitere Arbeiten von Luciano Berio: Naturale, Visage und Sequenza V.
Daneben arbeitet sie immer wieder mit Künstlern anderer Sparten zusammen, wie 2005, als Hölbling für das Projekt Philosophy on Stage des Philosophen Arno Böhler und der Schauspielerin Susanne Ganzer die Lektüre-Performance Vom Sinn des Sinns beitrug. 2008 kreierte sie zusammen mit dem französischen Tänzer und Choreografen Fabrice Ramalingom das Duett fiction in between. 2009 führte Hölbling erstmals Theaterregie und brachte mit Studenten des Max Reinhardt Seminars Die Hamletmaschine (von Heiner Müller) auf die Bühne.
Als Tänzerin wirkte Saskia Hölbling auch in Arbeiten von Bob Wilson (USA), der Kompanie W. Dorner (Österreich), Laurent Pichaud (Frankreich) und Benoît Lachambre (Kanada) und anderen und hält auch Workshops am Konservatorium der Stadt Wien im Bereich „Zeitgenössischer Tanz“ oder gibt Blockseminare am Max Reinhardt Seminar für Schauspieler.
Im Juni 2009 fungierte Hölbling als Mentorin und übernahm das Coaching für junge Choreografen im Rahmen von Stückwerk09 am Tanzquartier Wien.

## Schaffen und Ausrichtung

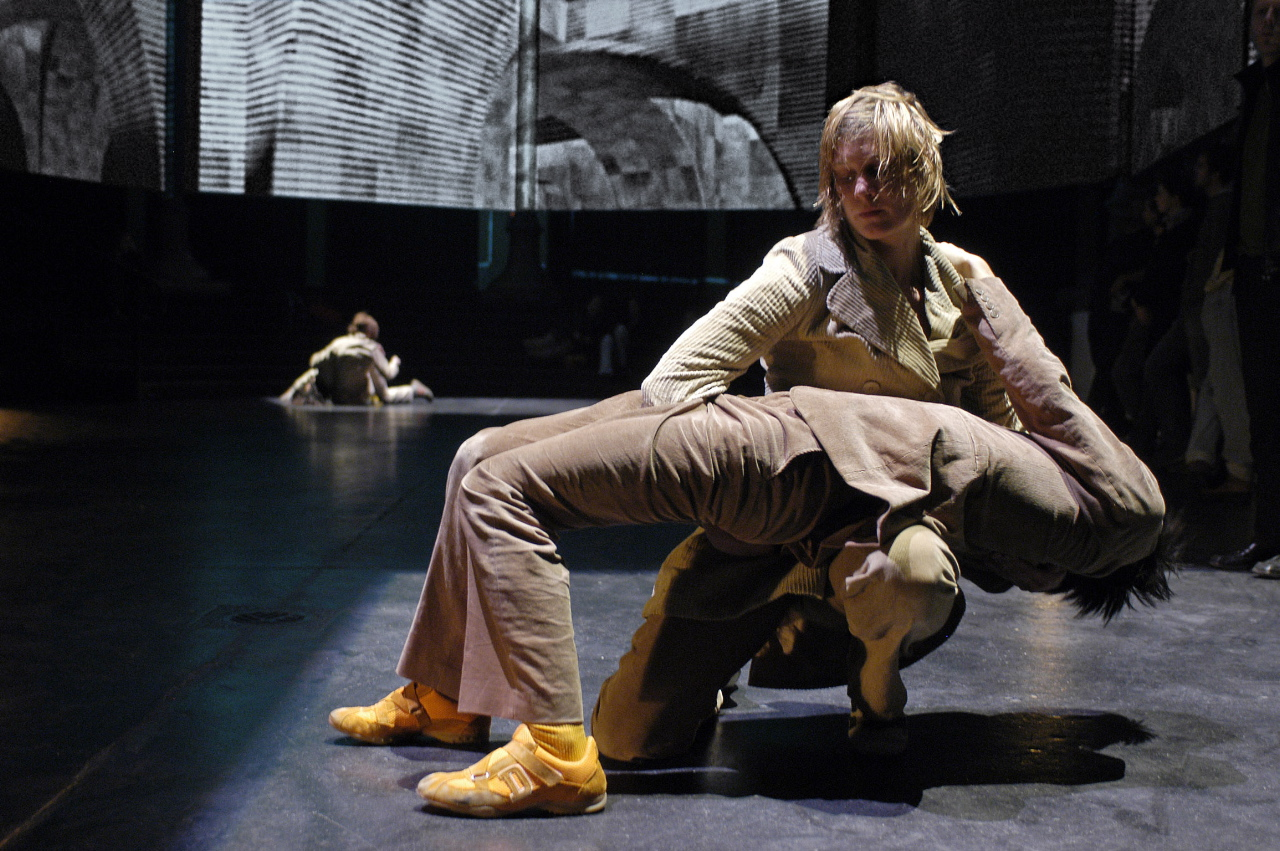
Saskia Hölbling beim von ihr kreierten Labyrinth

2000 erhielt Saskia Hölbling den Prix d’Auteur du Conseil Général de Seine-Saint Denis/Bagnolet für Do your desires still burn und 2002 wurde ihr der Österreichische Tanzproduktionspreis für other feature zuerkannt.
Im Rahmen der Eröffnung des Tanzquartiers Wien präsentierte sie 2001 ihr Solo rrr… („reading, readings, reading“), das sie gemeinsam mit dem Choreografen Benoît Lachambre und dem Videokünstler Laurent Goldring erarbeitet hatte.
Während sie in intent/frame I und II (2000 und 2001) noch mit kleinen zwischenmenschlichen Bezügen und Verhaltensmustern arbeitete, begriff sie mit other feature (2002) den nackten menschlichen Körper als bewegliche, organische Masse. Dies setzte sich mit  Solo exposition corps (2003) und superposition corps (2004) fort. In secret sight (2009) werden die Zwischenräume und Linien zwischen den Körpern betrachtet und ausgelotet. In pictographic events (2010) schließlich wird mit einem größeren Pool an Zeichen und Körperbildern gearbeitet.

## Auszeichnungen
- 2000: Prix d’auteur du conseil général de la Seine-Saint-Denis/Bagnolet für „Do your desires still burn“
- 2002: Österreichischer Tanzproduktionspreis für „other feature“

## Werke/Projekte
Choreografien für DANS.KIAS
- Duras-Trilogie (1995–1997)
- Do Your Desires Still Burn (1998)
- Distance.Two.Near (1999)
- Chat Gap (1999)
- in.tent//frame 1 (2000)
- in.tent//frame 2 (2001)
- other feature (2002)
- exposition corps (2003)
- superposition corps (2004)
- Your body is the shoreline (2005)
- Jours Blancs (2006)
- F on a pale ground (2007)

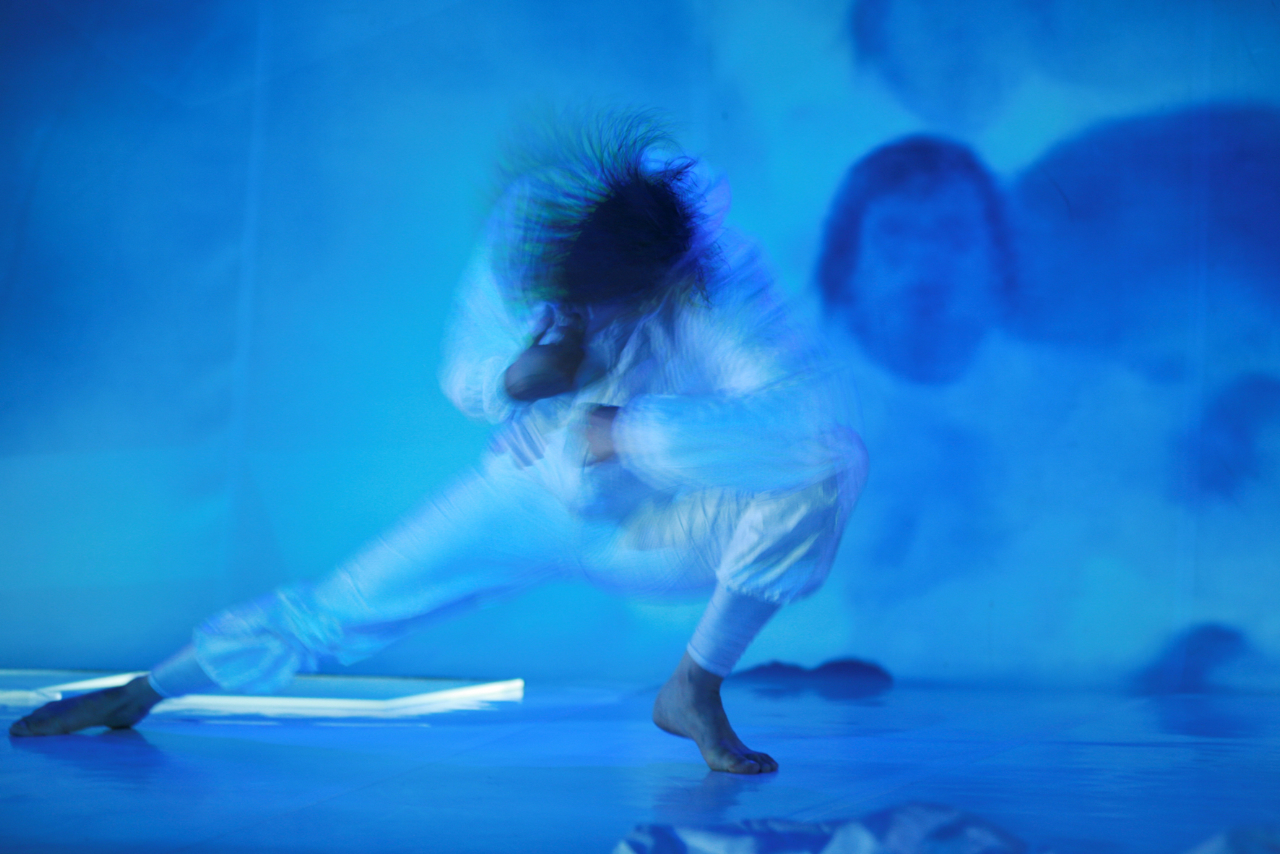
cat freeze 2

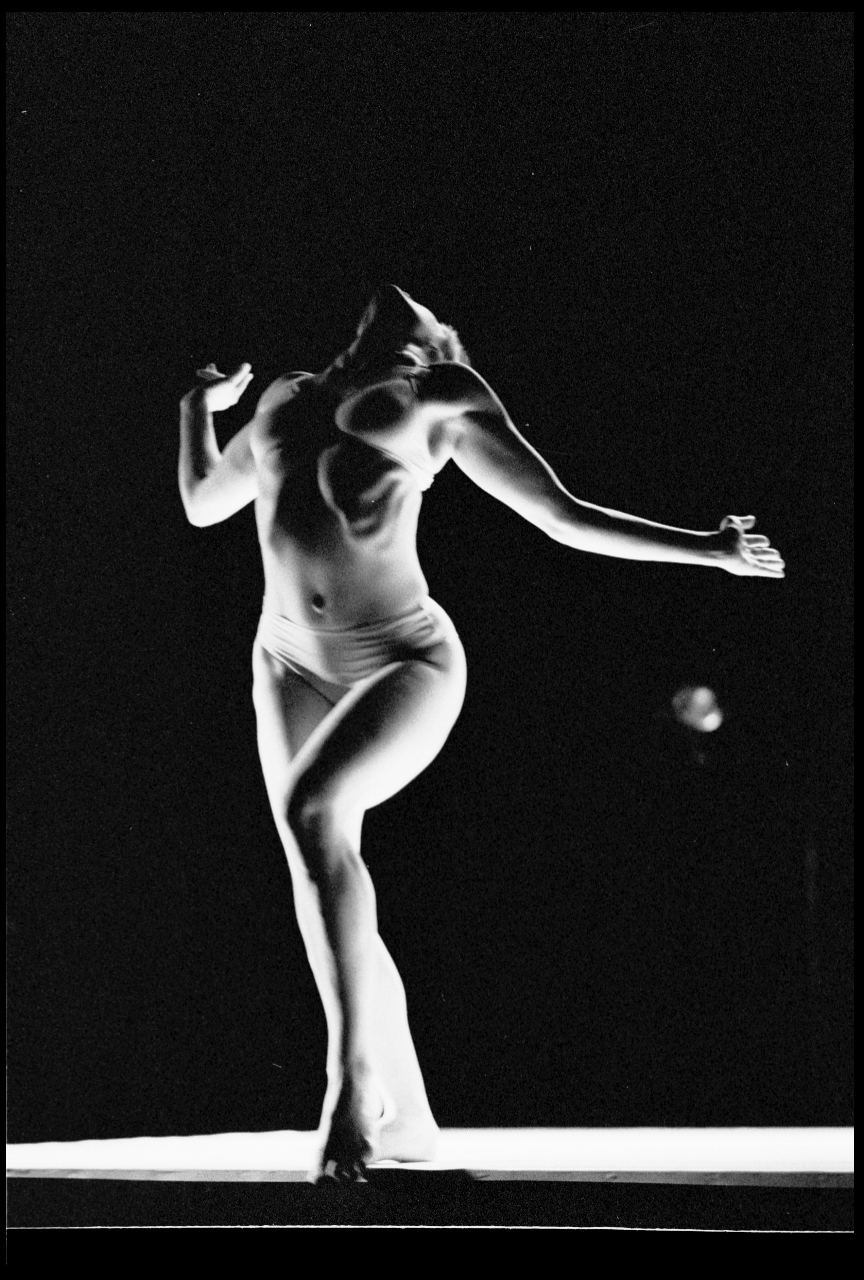
exposition corps

- cat in a deep freeze, bzw. cat freeze 2 (2007)
- secret sight (2008)

Gastchoreografien
- out.of.between (1999) für das Wiener Staatsopernballett
- emerge behind your eyes (2000) für das TanzTheaterWien

Zusammenarbeit mit anderen Künstlern
- rrr… (2001) – ein Solo, das in Zusammenarbeit mit Benoit Lachambre/CAN (künstlerische Leitung) und Laurent Goldring/F (Video Ausstellung) für die Eröffnung des Tanzquartier Wien entsteht
- philosophy on stage (2005) – ein Projekt initiiert vom österreichischen Philosophen Arno Böhler und der Schauspielerin Susanne Granzer.
- fiction in between (2008) – ein Duett mit Fabrice Ramalingom

Inszenierungen
- 2002: Inszenierung/Regie von für das Festival Wien Modern (Dirigent: Peter Rundel)
- 2004: Musiktheaterprojekt Labyrinth, eine Zusammenarbeit von Wolfgang Mitterer (Musik), Alexej Paryla (Video) und Saskia Hölbling (Tanz)
- 2009: Inszenierung dreier Stücke von Luciano Berio: Naturale, Visage und Sequenza V im Neuen Saal des Wiener Konzerthauses unter dem Titel “Berio in Bewegung”
- 2009: Inszenierung des Theaterstücks Hamletmaschine von Heiner Müller, eine Theaterregiearbeit im Auftrag des Max Reinhardt Seminars für die Studenten des 3. Jahrgangs

Dokumentationen
- 2006: DANS.KIAS.DOC, eine Dokumentation der künstlerischen Arbeit auf DVD.